# اريك غوثري
اريك غوثري (بالإنجليزية: Eric Guthrie)‏ هو لاعب كرة قدم أمريكية ولاعب كرة قدم كندية أمريكي، ولد في 27 أبريل 1947 في فانكوفر في كندا.

## وصلات خارجية
- اريك غوثري على موقعبيزبول رفرنس.كوم (الدوري الثانوي) (الإنجليزية)